# Vörösfejű árnyékposzáta
A vörösfejű árnyékposzáta (Seicercus montis) a madarak osztályának verébalakúak (Passeriformes) rendjébe és a füzikefélék (Phylloscopidae) családjába tartozó faj.

## Rendszerezése
A fajt Richard Bowdler Sharpe angol ornitológus írta le 1887-ben, a Cryptolopha nembe  Cryptolopha montis néven, innen helyezték jelenlegi nemébe.

## Alfajai
- Seicercus montis davisoni (Sharpe, 1888) – a Maláj-félsziget hegyvidéke;
- Seicercus montis floris (Hartert, 1897) – Flores;
- Seicercus montis inornatus (Robinson & Kloss, 1920) – Szumátra;
- Seicercus montis montis (Sharpe, 1887) – Borneó;
- Seicercus montis paulinae Mayr, 1944 – Timor;
- Seicercus montis xanthopygius (J. Whitehead, 1893) – nyugat-Fülöp-szigetek;[1]

## Előfordulása
Indonézia,  Kelet-Timor, Malajzia és a Fülöp-szigetek területén honos.  A természetes élőhelye a szubtrópusi és trópusi hegyvidéki és síkvidéki esőerdők.

## Megjelenése
Átlagos testhossza 9,5–10 centiméter, testtömege 5 gramm. Feje vörös, háta és szárnya világosbarna, sárga szárnycsíkkal. Torka, begye és hasa sárga.

## Életmódja
A levelekről rovarokat zsákmányol.

## Szaporodása
Sziklahasadékokba rejti, fűszálakból és mohából készített fészkét.